# Талызин, Иван Лукьянович
Ива́н Лукья́нович Талы́зин (1700—1777) — русский адмирал из рода Талызиных, дядя сенатора А. Ф. Талызина.

## Биография
Сын стольника, а позднее воеводы в Березове, Лукьяна Ивановича Талызина. Через тётку, Евдокию Ивановну Талызину приходился двоюродным братом канцлеру А. П. Бестужеву-Рюмину.
В 1715 году поступил в Морскую академию, прослушав курс которой в 1716 году был послан за границу для изучения экипажмейстерского дела. За границей, в Англии и Голландии пробыл, с небольшими перерывами 12 лет, возвратившись в Россию 1729 году. Некоторое время служил при московской конторе, а в марте 1733 года приехал в Санкт-Петербург, где через месяц был назначен помощником портового экипажмейстера в ранге флотского лейтенанта. 2 января 1734 года Талызин был повышен в чин полковника и назначен советником экипажеской экспедиции. В этой должности он находился до 20 сентября 1740 года, после чего был произведён в чин контр-адмирала и определён советником адмиралтейств-коллегии. В декабре 1741 года вошёл в состав учреждённой «комиссии для описи пожитков и деревень к разобранию долгов заарестованных персон».
1 января 1748 года Талызин получил чин генерал-поручика, и определён членом адмиралтейств-коллегии. С декабря 1752 года состоял присутствующим в петербургской сенатской конторе с поручением «иметь надзор за денежною казною». 5 мая 1757 года произведён в адмиралы, награждён орденом Александра Невского и назначен присутствующим в адмиралтейств-коллегии.
Сыграл значительную роль в ходе переворота 1762 года. Наделённый особыми полномочиями Талызин выехал в Кронштадт с приказом не допустить сверженного Петра III в крепость, помешать, если обнаружится намерение, его отъезду в Германию, и даже в случае оказания сопротивления арестовать императора. Прибыв в крепость, Талызин объявил о перевороте, привёл к присяге Екатерине солдат и флотских и арестовал присланного Петром III генерал-аншефа П. А. Девиера. Когда к крепости ночью на галере подъехал Пётр III с приближёнными лицами, то Талызин не допустил высадки. На извещение о прибытии императора он ответил, что в России нет императора, а есть императрица Екатерина, после чего пригрозил открыть огонь, если суда не отойдут. Угроза возымела действие.
Утвердившись на престоле, Екатерина II наградила Ивана Талызина орденом Андрея Первозванного и двумя тысячами рублей. В сентябре того же 1762 года Талызин сопровождал императрицу в Москву в качестве докладчика по местным делам, и оставался там до 1764 года, после чего возвратился в Санкт-Петербург. В июне 1764 года он был назначен членом адмиралтейств-коллегии по новому штату, а в марте 1765 года вышел в отставку по состоянию здоровья. По некоторым сведениям, последние годы провёл в подмосковном имении Денежниково.

## Семья
В браке с дочерью рижского коменданта Ириной Ильиничной Исаевой у Ивана Талызина было трое детей:
- Александра (1745—1793) — супруга государственного канцлера графа Ивана Андреевича Остермана (1725—1811).
- Лукьян (1741 — после 1794) — капитан лейб-гвардии Семёновского полка (10.10.1764), бригадир (31.12.1771). Уволен со службы 5 февраля 1773, действительный статский советник (1790), умер бездетным, был женат на княжне Прасковье Ивановне Лобановой-Ростовской.
- Александр — поручик лейб-гвардии Семёновского полка, камергер (сентябрь 1763).